# Тімо Пярссінен
Тімо Пярссінен (фін. Timo Pärssinen; нар. 19 січня 1977, м. Лох'я, Фінляндія) — фінський хокеїст, лівий/правий нападник.
Вихованець хокейної школи ТуТо (Турку). Виступав за ТуТо (Турку), «Хермес» (Коккола), ГПК (Гямеенлінна), «Анагайм Дакс», «Цинциннаті Майті-Дакс» (АХЛ), ГІФК (Гельсінкі), ХК «Цуг», ХК «Тімро».
У складі національної збірної Фінляндії учасник чемпіонатів світу 2001, 2002, 2004, 2005 і 2007 (41 матч, 9+18).
Досягнення
- Срібний призер чемпіонату світу (2001, 2007)
- Бронзовий призер чемпіонату Фінляндії (2000, 2004).